# اپن ای‌اکس‌آر
فرمت OpenEXR ، Exr یک تصویر (high dynamic-range (HDR که توسط کمپانی قدرتمند Industrial Light & Magic در سال 1999 برای نرم‌افزار های گرافیکی و سه بعدی طراحی شد.
از این فرمت برای تولید جلوه های ویژه و فیلم های سینمایی استفاده شده است. این فرمت در استودیو های عظیم VFX همچون کمپانی قدرتمند ILM مورد استفاده قرار می گیرد.
Harry Potter اولین فیلمی بود که جهت ساخت VFX از فرمت Exr استفاده شد.
نمونه فیلم های سینمایی که با فرمت OpenEXR تولید شده‌اند : Sorcerers Stone، Men in Black II، Gangs of New York
فرمت Exr یک تصویر پیکسلی دارای عمق بالا میباشد که از تعداد متعددی کانال های رنگی و انواع پیکسل شامل ۶۴، ۳۲و ۱۶bit floating point پشتیبانی می کند.
به همین سبب از این فرمت برای Compositing با استفاده از pass های مختلف مانند : pass —Specular, Diffuse, Alpha، RGB, Normals استفاده میشود.

## توانایی های فرمت Exr که در زیر به آنها اشاره کردیم
1. پشتیبانی از ۱۶bit floating-point
2. ۳۲bit floating-point
3. ۳۲bit integer pixels

۱۶bit floating-point format که با عنوان HALF شناسایی می شود با انواع داده های زبان گرافیکی HALF NVIDIA CG دارای سازگاری بومی می باشد که بر روی سری محصولات GeForce FX and Quadro FX 3D از کمپانی NVIDEA قرار دارد.
فرمت Exr دارای تعدادی الگوریتم فشرده سازی می باشد که هر دو lossless و lossy و برخی کد هایی که می توانند به ضریب ۲:۱ فشرده سازی با تصاویر که دارای film grain برسند.
در ضمن lossy codecs برای بهبود کیفیت نمایشی دوباره از نوع برنامه نویسی شد.
سازگاری با DEEP DATA : PIXLE ها توانایی ذخیره یک لیست متغیر از sample ها را دارا میباشند که منطق اصلی در پشت DEEP DATA ذخیره چندین مقدار متفاوت داده از عمق هر یک از پیکسل ها می باشد.
تصاویر مولتی پارت که دارای عناصر مجزا ولی مرتبطی هستند می توانند در یک فایل با فرمت EXR قرار گیرند و ضمن یکپارچگی به اجزای متفاوت تصویر نیز می توان دسترسی داشت و به قسمت هایی که نیاز نیست و ما تمایلی به دسترسی آن نداریم می توان محدودیت اعمال نمود.
انواع متد های فشرده سازی عبارتند از:
None : عمل فشرده سازی را متوقف می نماید.
(Run Length Encoding (RLE : این روش یک متد پایه می باشد که قابلیت مقایسه با فایل های Standard Targa کمپانی Truevision می باشد.

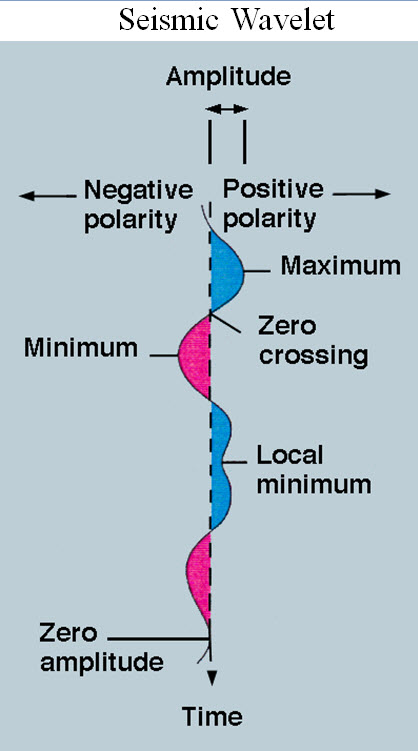
Seismic wavelet

(PIZ (wavelet compression : این تکنیک از ترکیب دو متد wavelet / Huffman که زمانی که ما یک تصویر Grainy داریم بسیار مفید می باشد.
PXR24 ) 24 bit data conversion then deflate compression) : این تکنیک فشرده سازی برای استودیو انیمیشن سازی پیکسار می باشد که برای تبدیل تصاویر converts 32-bit به floats to 24 bits مورد استفاده واقع می گردد
B44A : برای فشرده سازی تصاویر تخت و تک فام مثل Alpha مورد استفاده واقع می گردد.
DWAA : این فرمت فشرده سازی شبیه به JPEG lossy می باشد که به وسیله استودیو DreamWorks Animation عرضه شد.